# GSC7645-183
GSC7645-183 — хімічно пекулярна зоря спектрального класу A0, що має видиму зоряну величину в смузі V приблизно  8,6.

## Пекулярний хімічний склад
Зоряна атмосфера GSC7645-183 має підвищений вміст 
Si
.